# Notoligotrichum tristaniense
Notoligotrichum tristaniense är en bladmossart som beskrevs av G. L. Smith 1971. Notoligotrichum tristaniense ingår i släktet Notoligotrichum och familjen Polytrichaceae. Inga underarter finns listade i Catalogue of Life.